# Alexander VI.

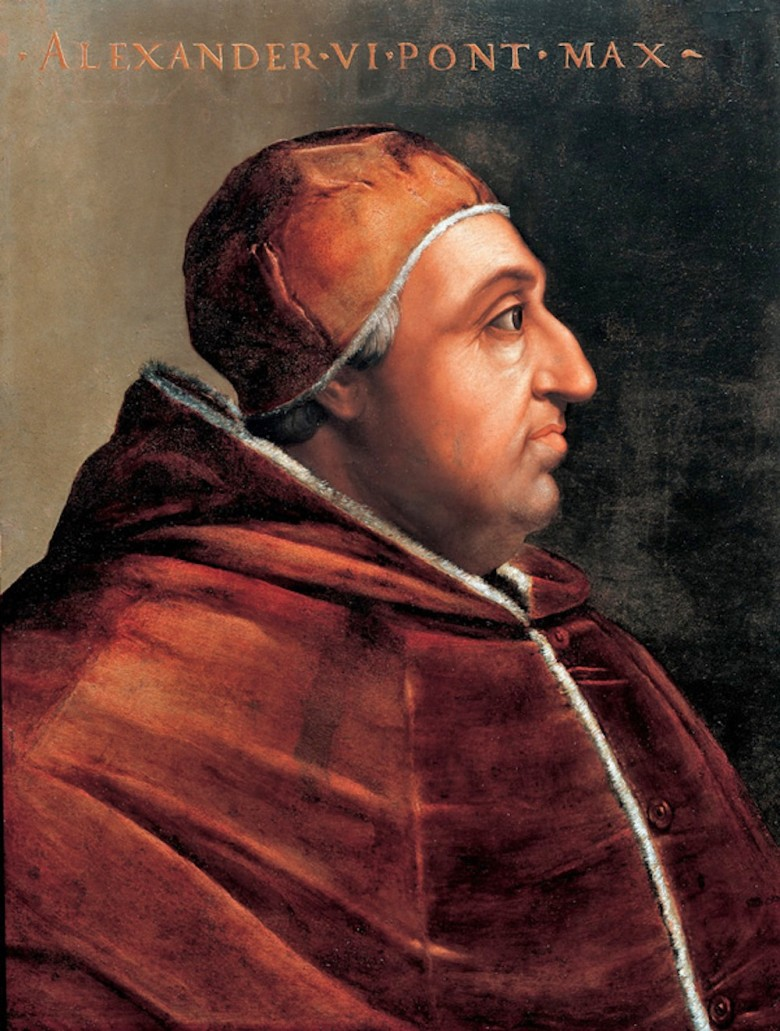
Papst Alexander VI., nach einem Gemälde von Cristofano dell’Altissimo (Uffizien, Florenz)

Alexander VI. (ursprünglich valencianisch Roderic Llançol i de Borja, italienisch Rodrigo Borgia; * 1. Januar 1431 in Xàtiva bei València; † 18. August 1503 in Rom) war von 1492 bis 1503 römisch-katholischer Papst. Er war eine der politisch einflussreichsten Persönlichkeiten Italiens der Renaissance. Jahrzehntelang arbeitete Roderic de Borja darauf hin, die Tiara zu erlangen, bis er am 11. August 1492 zum Papst gewählt wurde. Alexander war der bisher letzte Papst, der auf der Iberischen Halbinsel geboren wurde.

## Leben

Papst Alexander VI. – Detail aus dem Fresko Auferstehung von Pinturicchio in den Appartamenti Borgia, 1492–1495

### Kirchliche Laufbahn
Die Familie Borgia stammte aus dem Dorf Borja in Aragón. Sie pflegten ihre Wurzeln und sprachen auch in Rom innerhalb der Familie Valencianisch, eine Varietät der katalanischen Sprache. Roderic Llançol i de Borja (spanisch: Rodrigo Lanzol y de Borja) wurde als Sohn des aus Valencia stammenden Jofré de Borja y Escrivà (1390–1436), Sohn von Rodrigo Gil de Borja i de Fennolet und Sibilia d’Escrivà i de Pròixita, und der aus Aragonien stammenden Isabel de Borja y Llançol (1390–1468), Tochter von Juan Domingo de Borja und Francina Llançol, geboren. Der Familienname wird Llançol in Valencia geschrieben, die allgemeine spanische Schreibweise ist Lanzol. Rodrigo nahm den Familiennamen Borgia an, als sein Onkel mütterlicherseits, Alonso de Borja, zum Papst gewählt wurde. Dieser regierte als Papst Calixt III. von 1455 bis 1458 und ermöglichte Rodrigo de Borja den Aufstieg in der kirchlichen Hierarchie. Rodrigo Borgia studierte zunächst ab etwa 1453 in Bologna kanonisches Recht, nachdem er von seinem Onkel bereits mit zahlreichen lukrativen Pfründen ausgestattet worden war, unter anderem als Kanonikus in Xàtiva. Er war zwar kein Priester – das wurde er, wie damals üblich, erst Jahre später – dennoch ernannte ihn sein päpstlicher Onkel am 20. Februar 1456 zum Kardinaldiakon von San Nicola in Carcere und bereits im darauffolgenden Jahr zum Vizekanzler der Heiligen Römischen Kirche. Ab 1458 war er in commendam Kardinaldiakon von Santa Maria in Via Lata. 1471 wurde er Kardinalbischof von Albano und 1476 von Porto.
Dem weiblichen Geschlecht war er trotz seiner Kirchenwürden sehr zugetan und verbarg dies – typisch für die Zeit der Renaissance – kaum vor der Öffentlichkeit. Dass der freizügige Lebenswandel durchaus auch in der Kurie auf Widerspruch stieß, ist durch ein Schreiben Papst Pius’ II. dokumentiert, in dem er den jungen Prälaten wegen seines Sexuallebens rügte.
Mit Vanozza de’ Cattanei, der Mutter seiner Kinder Juan (Giovanni) (später Herzog von Gandía), Cesare (später Herzog der Romagna), Lucrezia (später Herzogin von Ferrara) und Jofré, lebte er in seiner Zeit als Kardinal etwa 20 Jahre lang zusammen. Es sind zahlreiche Schilderungen über Orgien an seinem Hof überliefert, die allerdings nach neueren Forschungen auch der Phantasie seiner Widersacher entsprungen sein können.

### Pontifikat

Die territoriale Situation auf der Apenninen-Halbinsel um 1494

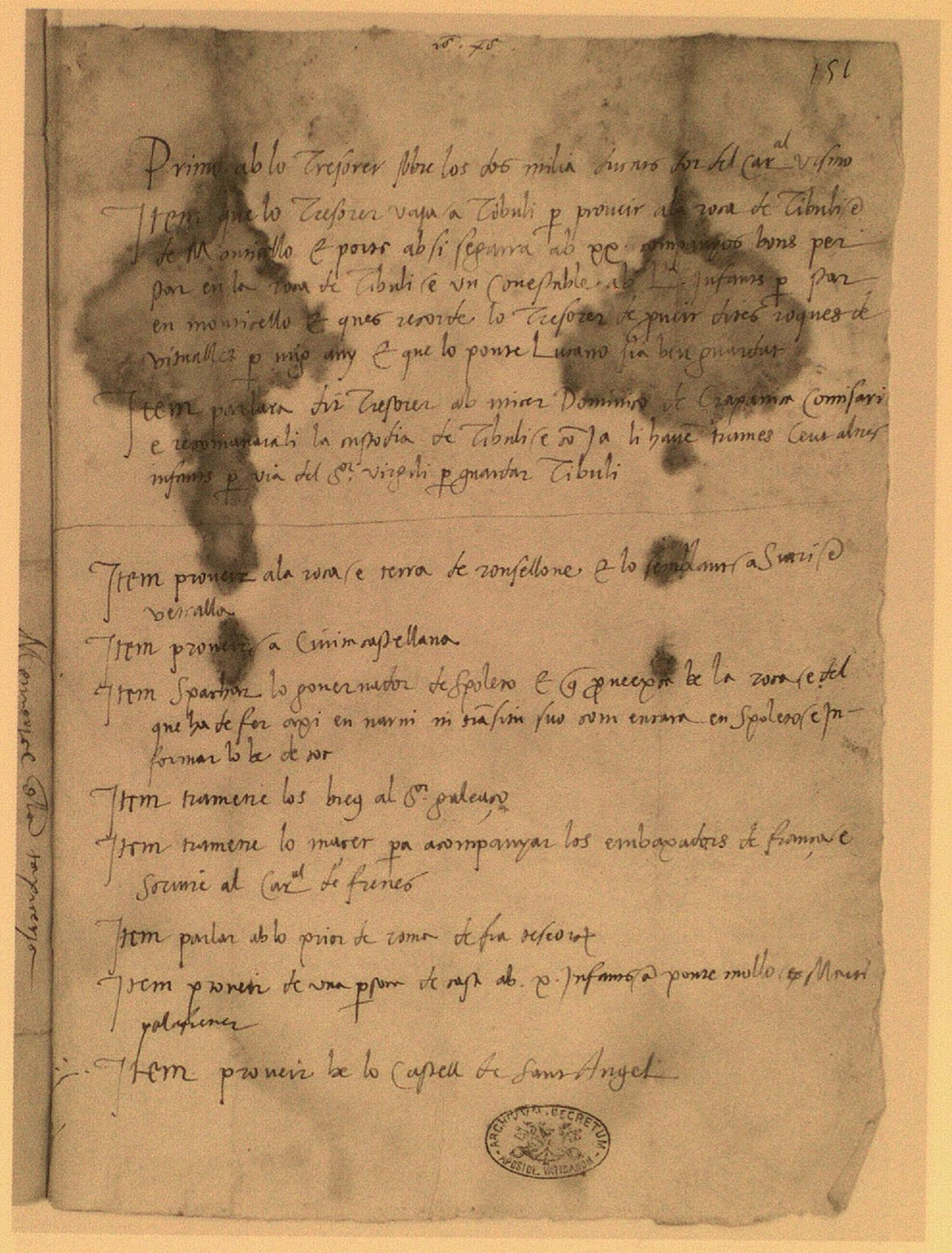
Eigenhändige Notizen Alexanders VI. betreffend militärische Vorbereitungen im Kirchenstaat vor der französischen Invasion von 1494. Archivio Segreto Vaticano, Archivum Arcis, Arm. I–XVIII, 5024, fol. 151r

Am 11. August 1492 wurde er zum Papst gewählt, was zeittypisch von Simonie (Ämterkauf) gefördert worden war. Er wählte für sich den Namen Alexander (VI.). Der Papstname spielte offen auf Alexander den Großen an, d. h. dokumentierte einen Machtanspruch. Da der zum Papst Gewählte mit seiner Krönung seine Pfründen abgeben musste, boten sich für reiche Kardinäle wie Rodrigo eine Vielzahl von gut dotierten Kirchengütern, die sich bei einer Wahl als Handelsgut einsetzen ließen.
Im Konklave standen sich mit Giuliano della Rovere, einem Neffen von Papst Sixtus IV., und Ascanio Sforza zwei mächtige Kardinäle gegenüber. Della Rovere, der nach dem Tod von Alexander VI. und des ihm nachfolgenden nur kurz amtierenden Pius III. tatsächlich als Julius II. Papst werden sollte, hatte eine mächtige Gruppe von Verbündeten um sich gesammelt: Neben Florenz und Neapel unterstützte mit Venedig eine dritte italienische Großmacht seine Kandidatur, ebenso Genua und der französische König Karl VIII. Doch die Stimmenverteilung im Konklave entsprach nicht den Machtverhältnissen der Unterstützer. Die Gruppe der Della-Rovere-Gegner führte Ascanio Sforza, der Bruder des Mailänder Herzogs Ludovico Sforza an, der eigentlich selbst Papst werden wollte, doch mit siebenunddreißig Jahren zu jung und als Bruder des Mailänders als zu stark politisch vorbelastet galt.
Schon frühzeitig hatten Rodrigo Borgia und Ascanio Sforza eine gemeinsame Vorgehensweise abgesprochen. Wie der Humanist Giovanni Lorenzi schon vor dem Konklave festhielt: „Der Vizekanzler [Rodrigo Borgia] und Ascanio haben den Weltkreis untereinander aufgeteilt, und zwar wie folgt: Der Vizekanzler soll Papst werden, Ascanio aber Über-Papst.“ Zusätzlich hatte Ascanio von seinem Bruder Ludovico eine Blankovollmacht zum Stimmenkauf erhalten, da sie hofften, dass Borgia eine willige Marionette an den Fäden Sforzas sein werde. Ascanio und Rodrigo setzten sich durch, naturgemäß standen aber die ersten Jahre des Pontifikats unter dem massiven Einfluss der Sforza. Von ihm konnte sich Alexander VI. erst nach den Auseinandersetzungen um die neapolitanische Krone, die den Niedergang der Sforza zur Folge hatten, lösen.
Nepotismus am Heiligen Stuhl war zur damaligen Zeit üblich. Alexander VI. ernannte seinen Sohn Cesare gegen dessen Willen zum Bischof von Valencia und später zum Kardinal. Ebenso begünstigte er von ihm ins Land geholte Spanier. Seinen Sohn Juan (Giovanni) ernannte er zum Herzog des von Neapel für den Kirchenstaat zurückerworbenen Benevent. Die von seinen Gegnern gestreuten Gerüchte, er habe mit seiner Tochter Lucrezia ein inzestuöses Verhältnis unterhalten und lästige Rivalen mit dem berüchtigten „Borgia-Gift“ aus dem Weg geräumt, konnte nicht bewiesen werden.
Später nutzte die Familie Farnese den Einfluss der langjährigen Mätresse Giulia Farnese auf den Papst, um insbesondere deren Bruder Alessandro Farnese in der kirchlichen Hierarchie aufsteigen zu lassen. 1593 wurde er  zum Kardinal ernannt und 1534 als Paul III. zum mächtigen Papst der Gegenreformation.
Einer der Kritiker Alexanders VI. war der Dominikaner Girolamo Savonarola in Florenz, der neben kirchlichen Reformen auch die Absetzung des Papstes forderte und exkommuniziert wurde.
Giuliano della Rovere war nach seiner Niederlage im Konklave nach Frankreich geflüchtet und versuchte zusammen mit anderen Kritikern des Pontifikats den französischen König Karl VIII. dazu zu bewegen, ein Konzil einzuberufen, das die Absetzung Alexanders beschließen sollte. Karl marschierte schließlich an der Spitze einer Armee 1495 nach Italien, um sich Neapel einzuverleiben, einigte sich aber dann mit dem Papst und sah von dessen Absetzung gänzlich ab.

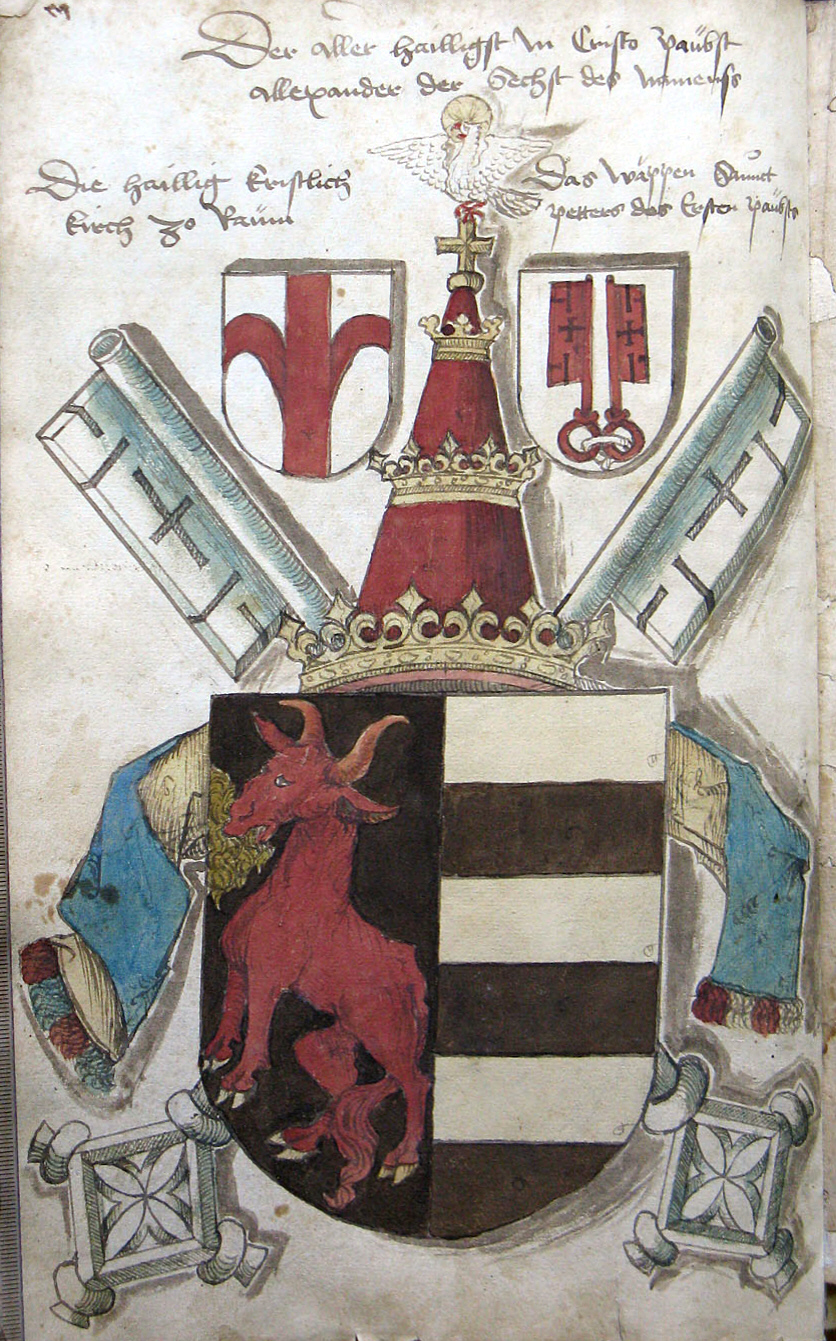
Wappen Alexanders VI. in einem bayerischen Wappenbuch um 1495/1498 (Universitätsbibliothek Innsbruck, Cod. 545)

Die zahlreichen Winkelzüge Alexanders, der nach Bedarf die Verbündeten wechselte, dienten in erster Linie dem Ziel, seinen Kindern ein erbliches Reich zu verschaffen. Wie schon sein Onkel Calixt III. hatte er zunächst das Königreich Neapel dazu ausersehen. Als sich die Situation durch die Intervention Karls vorübergehend änderte und der kinderlose Ferrandino Ferdinand II. 1496 gestorben und seinen Onkel als Erben bestimmt hatte, rückte zeitweise auch die Romagna in das Visier der Borgia. Als 1498 Karl VIII. mit erst 28 Jahren starb (er war im Schloss Amboise gegen einen Türsturz gelaufen und hatte offensichtlich infolge der Kopfverletzungen einen Schlaganfall erlitten), wurde Ludwig XII. aus dem Haus Valois-Orléans König von Frankreich. Dieser erhob, gestützt durch seine Verwandtschaft mit den Visconti, auch Anspruch auf das Herzogtum Mailand.
Ludwig, der kinderlos verheiratet war, betrieb nach der Thronbesteigung sofort die Annullierung seiner Ehe mit Jeanne de Valois, um die Witwe seines Vorgängers (Anne de Bretagne) zu heiraten und so deren Erbe, die Bretagne, weiterhin im französischen Königreich zu halten. Dazu benötigte er die Dispens des Papstes, und Alexander sah die Chance gekommen, für seinen Sohn Cesare ein Herzogtum zu erhalten. Am 17. September 1498 verzichtete Cesare auf das Kardinalat, ein unerhörter Skandal, den Alexander herunterzuspielen versuchte. Für die Dispens des französischen Königs erhielt Cesare das Valentinois (eine alte französische Landschaft mit der Hauptstadt Valence) verliehen, die zum Herzogtum erhoben wurde.
1498 versuchten die Sforza neuerlich – diesmal mit Deckung der Katholischen Könige – ein Konzil einzuberufen, das den Papst absetzen sollte. Die Franzosen brachten jedoch ein Bündnis mit Venedig zustande, das die Sforza, deren Stern im Sinken begriffen war, weiter unter Druck setzte. Cesare wurde in der Zwischenzeit mit Charlotte d’Albret verheiratet. Ihre Zustimmung zu der Ehe (vier hochadelige Französinnen hatten vorher entrüstet abgelehnt) wurde ihr mit dem Kardinalshut für ihren Bruder entlohnt. Die Sforza hatten sich in der Zwischenzeit mit Sultan Bayezid II. verbündet, doch dessen Expeditionskorps, mit dem er Venedig angreifen sollte, war zahlenmäßig stark unterlegen. Nach dem Sturz der Sforza, die nach Österreich ins Exil gingen (Bianca Maria Sforza war mit dem römisch-deutschen König und späteren Kaiser Maximilian I. verheiratet), wollte sich Ludwig XII. nach Neapel wenden, um dort eine alte Rechnung mit den Aragonesen zu begleichen. Alexander VI., der noch immer hoffte, Neapel für seine eigene Familie in die Hand zu bekommen, versuchte daraufhin vergeblich, von Venedig die Zustimmung zur Eroberung des Herzogtums Ferrara für seinen Sohn zu erhalten.
Daraufhin begann Alexander, die Barone des Kirchenstaates unter Druck zu setzen. Erstes Opfer wurden die Caetani: Sie verloren ihre Besitzungen an die Borgia. Und noch im März 1499 – also bevor der französisch-venezianische Bund geschlossen war – erklärte er das Vikariat der Sforza-Riario in Forlì und Imola für erloschen und übertrug es Cesare. Dieser rückte mit französischen und italienischen Truppen vor, um sein neues Herrschaftsgebiet in Besitz zu nehmen. Imola ergab sich kampflos und Forlì konnte eingenommen werden. Dabei geriet die Vikarin von Forlì, Caterina Sforza, von der Zeitgenossen behaupten, sie sei der einzige wirkliche Mann in ihrer Armee gewesen, in Gefangenschaft.
Die Herrschaft der Franzosen wurde in Mailand aber schon nach kurzer Zeit so unpopulär, dass die Mailänder Ludovico Sforza zurückriefen. Schon am 5. Februar 1500 zog er wieder in Mailand ein. Ohne französische Unterstützung musste Cesare die Kämpfe einstellen, und so kehrte er nach Rom zurück. Ludovico sollte jedoch schon bald seine Herrschaft endgültig verlieren: bereits im April wurde er von seinen Schweizer Söldnern, die er nicht mehr bezahlen konnte, an die Franzosen ausgeliefert.
Ende April 1500 kündete ein in Rom verbreitetes Flugblatt nicht nur vom ellenlangen Sündenregister des Pontifex Maximus, sondern dem Unbußfertigen auch den baldigen Tod an. Am Peter-und-Pauls-Tag, dem 29. Juni, tobte ein schwerer Sturm über Rom, der nicht nur die Decke des Palastes zum Einsturz brachte, sondern auch den Baldachin, unter dem der Papst thronte. Der Stützbalken hielt jedoch stand und Alexander kam mit einigen Abschürfungen davon. Die römischen Gerüchte beschäftigten sich intensiv mit dem Ereignis, und die Pilger, die Rom reichlich bevölkerten (es war ein „Heiliges Jahr“) rätselten, was die Vorsehung noch bereithalten sollte. Besonders populär war die Version, der teufelbündnerische Papst sei mit seinem höllischen Vertragspartner etwas zu hart aneinandergeraten.
Alexander, der in der Zwischenzeit die Stellvertreter der Kirche im Norden Italiens summarisch ihrer Ämter enthoben hatte, versuchte Venedig, das dort als Schutzmacht fungierte, zum Rückzug zu bewegen. Hatte Venedig sich bereit erklärt, Forlì, Imola und Pesaro den Borgia zu überlassen, so wollte Alexander auch die Preisgabe der Manfredi in Faenza und der Malatesta in Rimini erreichen. Um den nächsten Kriegszug in der Romagna zu finanzieren, wurden neue Kardinäle ernannt, die – wie damals üblich – für diese Würde zu bezahlen hatten. Pesaro und Rimini fielen kampflos in die Hände Cesares, nur die Manfredi wollten sich nicht kampflos geschlagen geben. Die Belagerung musste im Winter unterbrochen werden und führte erst im nächsten Frühjahr zum Erfolg. Doch entgegen den Kapitulationsvereinbarungen ließ Cesare Astorre Manfredi und seinen jüngeren Bruder, denen freies Geleit zugesagt worden war, festnehmen und in der Engelsburg festsetzen. Im darauffolgenden Jahr wurden die beiden erwürgt aus dem Tiber gezogen.
Venedig versuchte 1500, den Pontifex zu einem Kreuzzug gegen die Osmanen zu bewegen; vorerst hatte aber die Romagna als Borgia-Herrschaft Priorität. Alexander benötigte schließlich jeden Dukaten für seine eigenen Interessen und so beließ er es bei einer blumigen Rhetorik. Ein Krieg gegen die Türken schien zwar damals für alle europäischen Herrscher wünschenswert, aber keiner machte es sich zu seinem Anliegen, da jedem die eigenen Interessen Vorrang hatten. Alexander VI. erließ jedoch im Jahr 1500 mehrere Bullen, so unter anderem Quamvis ad amplianda die europaweite Hilfsmaßnahmen und Sonderabgaben zur Finanzierung des Kreuzzuges erlaubten, so auch bei den römischen Kardinälen. Alexander sagte selbst bis zu 40.000 Dukaten zu. Im Alten Reich wurden knapp 300.000 Rheinische Gulden gesammelt. Ebenso sandte er ein Flottenkontingent und schloss mit Venedig und Ungarn eine Allianz zum Kampf gegen die Osmanen. Diese Allianz endete mit den Frieden, die Ungarn und Venedig mit der Hohen Pforte 1502 und 1503 schlossen.
Im Juni 1501 ließ Alexander den König von Neapel endgültig fallen, weil er einsehen musste, dass er die Borgia als Thronerben nicht würde etablieren können. Frankreich und Spanien hatten sich über eine Teilung des Gebietes verständigt, und König Federico wurde vom Papst abgesetzt. Schon im Juli 1501 wurde Capua eingenommen und Federico begab sich nach Ischia, wo er sich dem französischen König unterwarf. Er erhielt dafür ein französisches Herzogtum, und die Geschichte der Aragonesen auf dem neapolitanischen Thron war damit endgültig zu Ende.
Zu dieser Zeit suchte Alexander auch nach einem passenden Ehemann für seine Tochter Lucrezia Borgia. Der vorige, der Herzog von Bisceglie, war – zwar ohne Wissen des Papstes, aber auf Befehl Cesares – im Vatikan ermordet worden. Nach einigem Überlegen entschied er sich für Alfonso d’Este, den ältesten Sohn von Ercole I. d’Este, und damit für den Erben des Herzogtums Ferrara und Modena. Lucrezia weigerte sich zunächst, konnte sich aber gegen ihren Vater nicht durchsetzen.
In den Grenzgebieten zu Neapel und allen Teilen Latiums wurden jetzt die Burgen der Colonna und ihrer Verbündeten, der Savelli, erobert und dem Besitz der Borgia zugeschlagen. Beide Familien wurden überdies im August 1501 feierlich exkommuniziert.
Im Frühjahr 1502 war das Einvernehmen zwischen Spanien und Frankreich in Neapel dem üblichen Krieg zwischen den beiden Mächten gewichen, und Cesare streckte seine Hand nach dem Herzogtum Urbino aus, das den Montefeltre gehörte. Auch hatte man Jacopo d’Appiano aus Piombino vertrieben und die Stadt umgehend zum Bischofssitz erhoben.
Im Juni 1502 kündigte Alexander seinen Besuch von Ferrara in Begleitung aller Kardinäle an, aber dieses Manöver diente lediglich dazu, den Aufbruch seines Sohnes, der mittlerweile zum Bannerträger Gonfaloniere des Papstes befördert worden war, an der Spitze einer Armee in Richtung Spoleto zu verschleiern. Es sollte das Herzogtum von Urbino überfallen werden, und Cesare hatte sich einer grauenhaften List bedient, um die Eroberung auch der Stadt sicherzustellen. Er hatte sich zuvor über einen gedungenen Agenten die Artillerie und auch einige Söldnerkontingente von Guidobaldo da Montefeltro, dem Herzog von Urbino, ausgeliehen – so jedenfalls die Version, welche die Venezianer überlieferten.
Im Zuge der Eroberung der Stadt – die Stadttore hatten sich dem Nepoten durch Verrat geöffnet – entkam Guidobaldo. Nach einer abenteuerlichen Flucht, bei der ihm einige seiner eigenen Burgherren die Aufnahme verweigert hatten, fand er endlich Asyl im Einflussbereich der Serenissima. Nur kurz danach, am 19. Juli 1502, gelang Cesare die Einnahme von Camerino (wieder durch Verrat), bei der der einstige Generalkommandant der Venezianer Giulio Cesare da Varano von den Borgia gefangen genommen wurde; auch er wurde später in Rom ermordet.
Als Nächstes richtete sich Alexanders Begehren auf Bologna. Der venezianische Stadtschreiber jener Zeit, Marin Sanudo, berichtete, der Papst sei so versessen auf Bologna, dass er notfalls seine Mitra verkaufen würde, um die Stadt zu besitzen. Bologna war zwar de jure päpstliches Lehen und gehörte zum Kirchenstaat, aber Giovanni II. Bentivoglio, der Herrscher Bolognas, stand unter dem besonderen Schutz des französischen Königs.
Die Feinde der Borgia versuchten, den König, der sich im Sommer 1502 zur Ordnung seiner Angelegenheiten in der Lombardei aufhielt, auf ihre Seite zu ziehen. Cesare aber erreichte in einer persönlichen Unterredung mit dem König ein neuerliches Bündnis, indem Cesare die Eroberung Arezzos einer Eigenmächtigkeit seines Feldherren Vitellozzo Vitelli anlastete und der König die Unterstützung des Papstes im Kampf um Neapel begehrte.
Damit aber verloren die Bentivoglio (Giovanni II. Bentivoglio) und die Orsini ihren Schutzherrn. Die meisten glaubten aber, Cesare habe die Gunst des französischen Herrschers endgültig verspielt, und schmiedeten Rachepläne. Am 9. Oktober 1502 trafen sich in der Nähe des Trasimenischen Sees nicht nur Vertreter der Orsini, sondern auch der besagte Vitelli sowie die Herrscher von Perugia und ein Vertreter der Bentivoglio; sogar der Herr von Siena schickte einen Vertreter. Die Verbündeten machten sich rasch ans Werk. Am 14. Oktober 1502 gehörte Urbino wieder den Montefeltro, und die da Varano kehrten nach Camerino zurück.
Alexander wiegte seine Gegner durch scheinbare Vergebung in Sicherheit. Ein Vertrag wurde unterzeichnet, der alle nun wieder mit Cesare Verbündeten in ihre alten Rechte einsetzte. Während Cesare seine Gegner unter einem Vorwand am 31. Dezember 1502 in der Romagna überraschend festsetzte (und Vitelli und Liverotto da Fermo noch in der gleichen Nacht erdrosseln ließ), ließ Alexander am 3. Januar 1503 den Kardinal Giovanni Battista Orsini sowie Jacopo und Antonio Santa Croce im Vatikan festnehmen.
Angeblich versuchte Alexander auch des Kardinals Giovanni de Medici – des späteren Papstes Leo X. – habhaft zu werden, um ihn an die Republik Florenz auszuliefern und diese dadurch zu einem Bündnis zu bewegen. Der Medici schlug jedoch die Einladung des Papstes aus und verblieb außerhalb seiner Reichweite. Mittlerweile wurde Urbino neuerlich von Cesare erobert, und Alexander verlangte von Venedig die Auslieferung des Guidobaldo da Montefeltro.
Als am 22. Februar Kardinal Orsini im Kerker starb – laut Johannes Burckard war er verrückt geworden –, glaubte trotz einer öffentlichen Untersuchung des Toten jeder, Orsini sei das Opfer eines Giftmordes geworden. Die Orsini, gegen die Cesare jetzt einen Vernichtungskrieg anzettelte, erfreuten sich aber wachsender Unterstützung und waren auch imstande, nicht nur päpstliche Bergwerke zu plündern, sondern ihre Ausfälle bis in die Ewige Stadt auszudehnen.
Mittlerweile jedoch fühlten sich sowohl der französische König als auch Venedig durch die Verbindungen mit Alexander massiv belastet. Ludwig, der in Neapel ins Abseits geraten war und dem außerdem ein Gutteil der Borgia-Untaten angelastet wurde, und Venedig verlegten sich auf unverhohlene Drohungen gegen den Papst und seinen Sohn.
Alexander suchte nach neuen Verbündeten und wollte dafür Spanien gewinnen. Da dies den Finanzbedarf des Papstes neuerlich ansteigen ließ, soll auf seine Anweisung der greise venezianische Kardinal Giovanni Michiel vergiftet worden sein, um sein Vermögen einziehen zu können. Zu Alexanders Enttäuschung hatte der alte Kardinal aber den größten Teil seiner Vermögenswerte bereits aus Rom wegschaffen lassen (aus den Akten einer Gerichtsuntersuchung, die später Papst Julius II. durchführen ließ, um diesen Mord zu belegen).
Da in der Zwischenzeit der spanische Heerführer Gonzalo Fernández de Córdoba y Aguilar die Franzosen in Süditalien geschlagen und Neapel besetzt hatte, wollte Alexander unbedingt das Bündnis mit den Spaniern zustande bringen. Und da die Ermordung Michiels nur einen Bruchteil der erwarteten Summe gebracht hatte, wurde eine neue Kardinalserhebung veranlasst, die geschätzte 120.000 Golddukaten für die päpstlichen Kassen einbrachte.
Doch nun zögerte Alexander, den Kurswechsel auch tatsächlich zu vollziehen. Einerseits hatte sich nämlich Ludwig nicht mit der Niederlage abgefunden und war dabei, ein neues Heer auszurüsten, und andererseits würde ein Wechsel ins spanische Lager auch die Zukunftsaussichten Cesares, der als Herzog von Valence Lehensmann des Franzosen war, massiv beeinträchtigen. Da Alexander während seines Pontifikats mit Entschiedenheit das Ziel verfolgte, seinen Kindern ein angemessenes Reich zu hinterlassen, vertrug sich ein Seitenwechsel nicht mit der Perspektive eines französischen Herzogtums. Da Neapel für die Borgia außer Reichweite lag, wandte sich Alexanders Interesse wieder der Toskana zu, die zwar kaiserliches Lehen war, was aber für Alexander nur eine Frage von Verhandlungen sein konnte. Angeblich hatte er Anfang August bereits die Fühler zum römisch-deutschen König Maximilian I. ausgestreckt.
Während Cesare in Viterbo Truppen aushob, starb in Rom der dienstälteste Nepot der Borgia, Kardinal Juan de Borja Llançol de Romaní / Juan Borgia-Llançol, der Erzbischof von Monreale. Sein Vermögen, das mehr als 150.000 Dukaten betrug, fiel natürlich an den Papst. Mord dürfte hier eher nicht im Spiel gewesen sein, denn in diesen unruhigen Zeiten war eine sichere Stimme in der Kurie wichtiger als jeder Reichtum. Überdies hatte die Sommerhitze bereits eine Reihe wohlbeleibter Männer hinweggerafft – kein gutes Vorzeichen für den keineswegs schlanken und mittlerweile 71-jährigen Papst. Sein Wahljubiläum am 11. August 1503 wurde weniger imposant gefeiert als bislang üblich. Doch am nächsten Morgen begann er zu erbrechen, am Nachmittag kam Fieber. Die Nachricht von der Erkrankung ging wie ein Lauffeuer durch Rom, und natürlich wurde über Gift gemutmaßt.
Zunächst erholte er sich jedoch, ehe er in der Nacht vom 17. auf den 18. August 1503 einen schweren Rückfall erlitt. Dem schnell ansteigenden Fieber folgten schließlich Atembeschwerden und Bewusstlosigkeit.

### Tod
Alexander starb schließlich in den Abendstunden des 18. August. Wie in Rom verbreitet wurde, sei der Körper des Toten binnen kürzester Zeit unnatürlich aufgequollen, habe sich schwarz verfärbt und übelriechende Flüssigkeiten abgesondert.
Seine Zeitgenossen sahen darin die Bestätigung dafür, dass der Papst vergiftet und seine Seele vom Teufel geholt worden sei. Tatsächlich aber hatten nur wenige Menschen den Leichnam mit eigenen Augen gesehen, und die vom päpstlichen Zeremonienmeister Johannes Burckard in seinen Aufzeichnungen bestätigte rasche Zersetzung des Körpers musste im heißen römischen Sommer nichts Ungewöhnliches darstellen.

#### 1. Vergiftungstheorie
Populär wurden vor allem zwei Gift-Versionen: nach der einen wollten Alexander und sein Sohn Cesare beim Gastmahl jemand anderen vergiften, das Gift sei aber von einem seiner Diener – vielleicht absichtlich – verwechselt und den beiden Borgia serviert worden. Dagegen spricht zum einen, dass das Essen nicht im Vatikan stattfand, sondern bei Kardinal Adriano Castellesi da Corneto, der zu den engsten Vertrauten des Papstes gehörte und vom Chronisten der Kurie, wie es Massimo Firpo zitiert, als „omnium rerum vicarium“ des Papstes beschrieben wurde. Es wäre also ungewöhnlich gewesen, hätten sich die Borgia zu ihrem engsten Vertrauten den eigenen Mundschenk mitgebracht (Alexander war darüber hinaus kein besonderer Freund eines zu großen Aufwands an der Tafel).
Weiter schreckten die Borgia nicht davor zurück, auch körperliche Gewalt einzusetzen, wenn es möglich war. Diejenigen Kardinäle, die diesem Bankett aus Anlass des Jubiläums der Papstwahl beiwohnten, hätten genauso leicht wie etwa Giovanni Orsini festgenommen und in der Engelsburg eingekerkert werden können. Es entsprach zudem nicht Cesares Charakter, Gift einzusetzen.
In diesem Zusammenhang sei noch einmal an die Vergiftung Kardinal Michiels erinnert; den überlieferten Berichten zufolge (unter anderem bei dem Deutschen Leonhard Cantzler, der dem 1504 von Julius II. veranlassten Prozess in dieser Sache beiwohnte) litt der Kardinal nach seiner Vergiftung (das Gift war von seinem Majordomus in zwei Dosen herbeigebracht worden) an ständigem Erbrechen, einem Symptom einer Arsenvergiftung. Alexander erbrach jedoch nur wenige Male, erst dann setzte das Fieber ein, aber er erholte sich rasch wieder bis zum nächsten Fieberschub eine Woche später.

#### 2. Vergiftungstheorie
Die zweite populäre Version der Vergiftung Alexanders sieht den oben erwähnten Kardinal Castellesi als Täter, der mit der Ermordung Alexanders seiner eigenen Beseitigung zuvorkommen wollte. Tatsächlich war Castellesi für damalige Verhältnisse geradezu unermesslich reich. Auch er hatte, wie so viele andere Kardinäle jener Zeit, den Purpurhut gegen die Zahlung einer enormen Summe erhalten. Quellen wie Burckard oder Giovio sprechen von 20.000 Dukaten – ein Handwerker verdiente damals einige Dutzend Dukaten im Jahr.
Im Gegensatz zum Venezianer Michiel war Castellesi jedoch ein deklarierter Parteigänger der Borgia und noch dazu mit Giuliano della Rovere, der seit dem Beginn des Pontifikats Alexanders dessen Sturz betrieb, intensiv verfeindet. Zudem waren jene Kardinäle, die meinten, von den Borgia etwas befürchten zu müssen, zu diesem Zeitpunkt bereits aus Rom geflohen. Castellesi konnte also nichts gewinnen, sondern nur verlieren. Sobald Alexanders Pontifikat beendet gewesen wäre, hätte er seinen Protektor verloren. Er musste jedenfalls damit rechnen, dass Della Rovere, Neffe von Sixtus IV., der bereits Innozenz VIII. am Gängelband geführt hatte, nun selbst nach der Tiara greifen würde (was nach dem kurzen Pontifikat des Borgia-Nachfolgers Francesco Todeschini Piccolomini als Pius III. auch tatsächlich gelang), und dann mit der Borgia-Fraktion aufräumen würde. Und wirklich war unter dem Pontifikat Julius’ II. Castellesi gezwungen, die Flucht zu ergreifen, da auch dieser Papst nicht davor zurückschreckte, seine Gegner aus dem Weg räumen zu lassen.

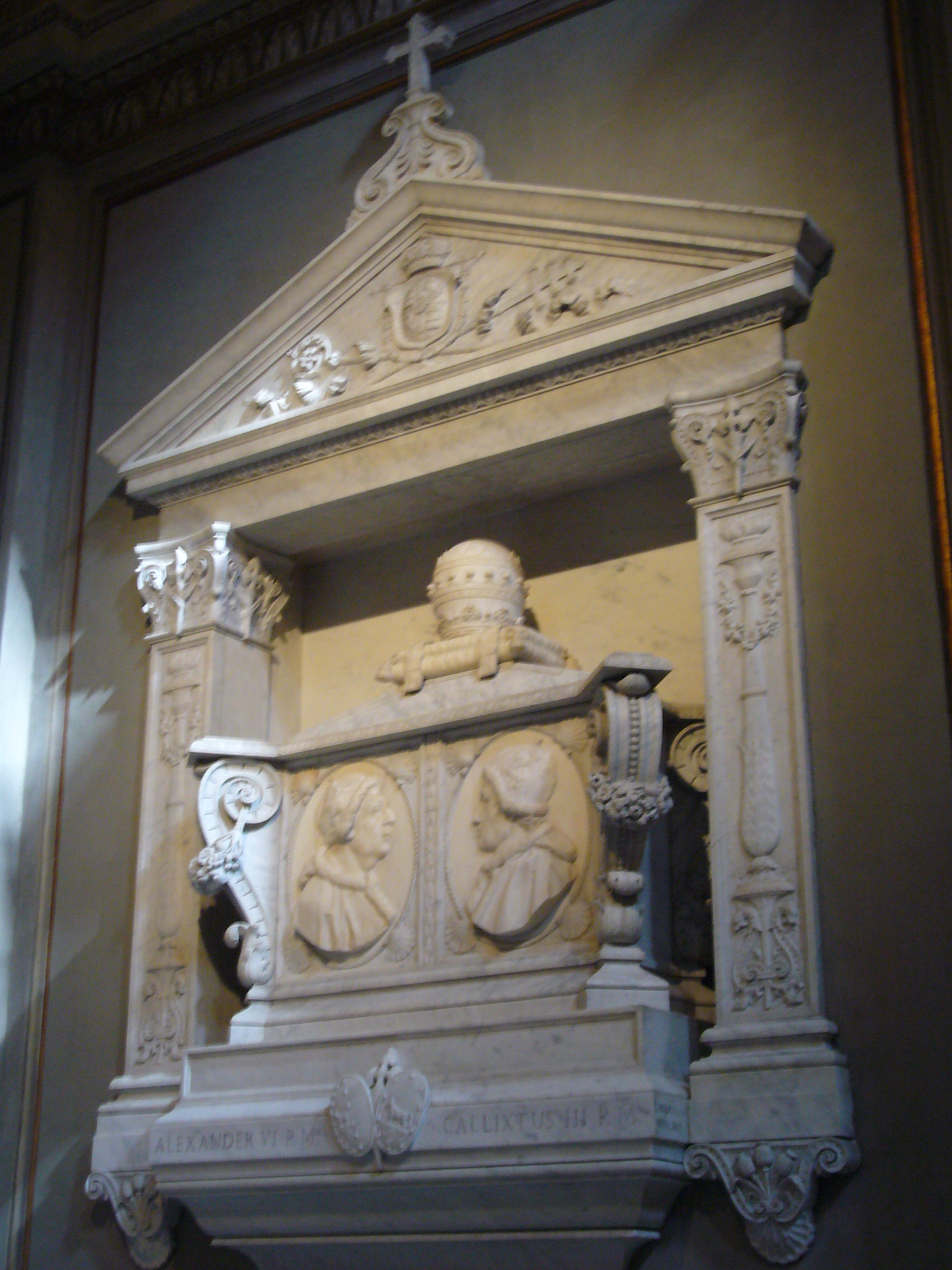
Grabmal Alexanders VI. und Calixtus’ III. in Santa Maria di Monserrato

#### Todesursache
Aufgrund der bei Alexander VI. beobachteten Symptome von schnell ansteigendem Fieber, dem Atembeschwerden und Bewusstlosigkeit folgten, wird angenommen dass er an Malaria starb.

### Grabstätte
Alexander VI. wurde zunächst in der Kirche Santa Maria delle Febbre (damals neben der Basilika Alt St. Peter) beigesetzt, ebenso wie sein Onkel Calixt III. Von 1586 bis 1610 ruhten beide in Alt St. Peter. Wegen der Abbrucharbeiten im Rahmen des Neubaus des Petersdoms wurden beide Päpste in die Kirche Santa Maria di Monserrato überführt, wo sie über 300 Jahre lang in der Sakristei in einer Bleikiste ruhten, die 1864 von dem preußischen Diplomaten Kurd von Schlözer wiederentdeckt wurde. Ab 1881 wurde in Santa Maria di Monserrato ein Monument geschaffen, nach dessen Fertigstellung beide Päpste 1889 in einem Doppelgrab beigesetzt wurden.

## Bewertung

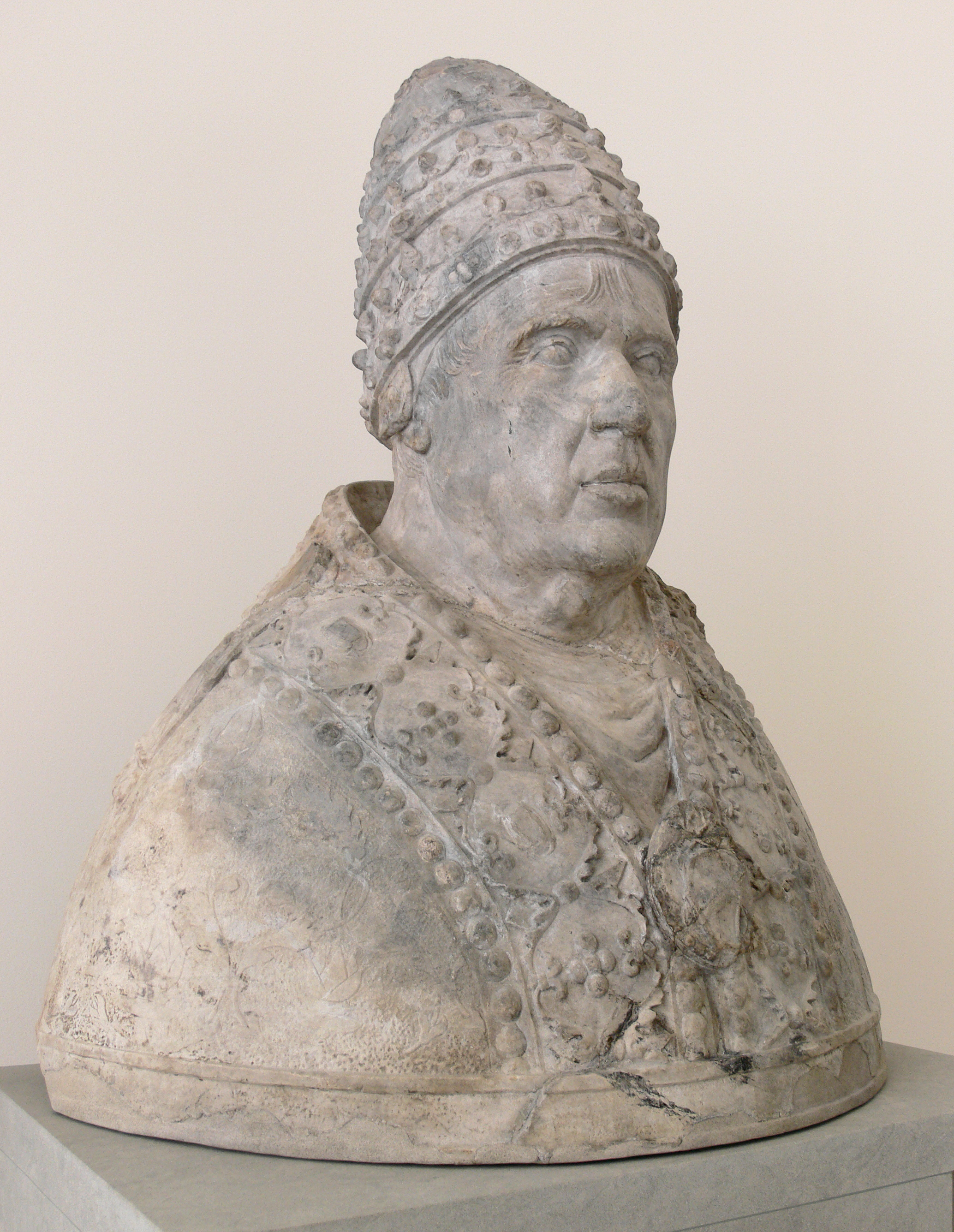
Büste Alexanders VI., Rom, Ende 15. Jahrhundert (Skulpturensammlung, Berlin)

### Wirken
Alexanders Wirken für eine geordnete Verwaltung der Kirche und des Kirchenstaates sowie die Wiederherstellung von deren Macht sind genauso unbestritten wie sein Engagement in der Mission Südamerikas. Nachdem er mit der Bulle Inter caetera den spanischen Königen die Rechte an neu entdeckten Ländern in Amerika geschenkt hatte, besteuerte er gegen den heftigen Protest der spanischen Krone spanisches Kirchenvermögen, wohl in der Absicht, diese Mission nicht völlig auf Kosten der Indianer gehen zu lassen. 1494 teilte er durch den Vertrag von Tordesillas die Welt zwischen den beiden konkurrierenden Seemächten Portugal und Spanien neu auf. Um eine friedliche Abgrenzung der Interessenssphären dieser beiden christlichen Mächte herbeizuführen, wurde die Trennungslinie weiter nach Westen verschoben, so dass die Portugiesen die Gebiete Brasiliens kolonialisieren konnten.
Alexander gewährte vielen nach der Reconquista Andalusiens von dort vertriebenen Juden in Rom Asyl. Den Protest der „allerkatholischsten“ spanischen Könige („Los Reyes Católicos“) Isabella I. und Ferdinand II. beantwortete er damit, dass er den Juden seinen Schutz versprochen habe, und blieb bei seinem Entschluss.
Hartmann Schedel bietet in seiner Weltchronik von 1493 eine positive Bewertung von Alexanders Wahl. Großmut und Klugheit seien dem neuen Papst zu eigen.

### Lebenswandel
Alexanders Lebenswandel unterschied sich nicht signifikant negativ von demjenigen anderer (Kirchen-)Fürsten seiner Zeit. Ein Urteil über seine Frömmigkeit ist zweifellos problematisch, doch ist seine aufrichtige Marienverehrung von Zeitgenossen der Kurie bezeugt. Die Überlieferung behauptet, der Papst habe die heutige Form des Gebetes Gegrüßet seist Du, Maria mit dem Zusatz „bitte für uns, jetzt und in der Stunde unseres Todes“ vervollständigt.
Gemessen am Anspruch des Papsttums ist der Lebenswandel kritisch zu sehen. Zweifellos verstanden sich die Päpste dieser Zeit als Territorialfürsten, nicht nur als liturgische und theologische Führungsgestalten. Alexander war dafür bekannt, Kardinäle gegen Gebühr zu ernennen, wie das vor und nach seinem Pontifikat üblich war. Dispens wurde ebenso gegen entsprechende Bezahlung erteilt wie nach Abwägung politischer Nützlichkeiten; verurteilte Mörder begnadigte er gegen eine entsprechende Spende. Sein unverhohlenes Bekenntnis zu seinen Kindern und vor allem zu der mit ihrer Hilfe betriebenen Machtpolitik, mit der seine spanische Adelsfamilie im Herzen Italiens Fuß fasste, war auch für die Päpste der Renaissancezeit ungewöhnlich und erregte beim Adel Italiens, insbesondere Roms, Anstoß. Giovanni de Medici, der spätere Papst Leo X., sagte nach der Wahl Alexanders über ihn: „Jetzt sind wir in den Fängen des vielleicht wildesten Wolfes, den die Welt je gesehen hat.“
Alexander hatte noch als Siebzigjähriger in Giulia Farnese eine über 40 Jahre jüngere Mätresse, was selbst zur damaligen Zeit Anstoß erregte. Andererseits kritisierte er offen den ausschweifenden Lebensstil seines Sohnes Cesare, und seine Arbeitsdisziplin war hoch. Der Papst saß regelmäßig schon frühmorgens am Schreibtisch. Seine Einladungen zum Essen waren unbeliebt, weil stets nur ein einziger Gang serviert wurde.

## Nachkommen
Alexander unterhielt sowohl vor als auch nach dem Antritt seines Pontifikats Beziehungen zu verschiedenen Mätressen. Die zwei bekannten sind Vanozza de’ Cattanei und Giulia Farnese. Mindestens acht Kinder entsprangen diesen Verbindungen, meist sind die Mütter jedoch unbekannt.
Als junger Kardinal zeugte Alexander drei Kinder, die er als seine anerkannte:
- Pedro-Luis Borgia, 1. Herzog von Gandía, (1462–1488). Das erste Kind von Rodrigo Borgia und einer unbekannten Mutter wurde 1460 oder 1462 in Rom geboren und am 5. November 1481 von Papst Sixtus IV. legitimiert. Schon als Jugendlicher nahm Pedro-Luis am spanischen Hofleben teil und beteiligte sich an den Kämpfen gegen die Muslime in Andalusien. Am 2. Dezember 1485 wurde Pedro-Luis 1. Herzog von Gandía und heiratete 1486 Maria Enríquez i de Luna (1477–1520), eine Cousine König Ferdinands II. Die Ehe wurde allerdings aufgrund der Jugend der Braut nicht vollzogen.[3] Das Herzogtum Gandía hatte Kardinal Borgia von König Ferdinand von Aragon käuflich erworben. Bei seiner Rückkehr nach Italien starb er überraschend am 14. August 1488 nach der Landung in Civitavecchia. Er war Vormund für seinen jüngeren Halbbruder Juan, den er in seinem Testament zum Erbe des Herzogtums bestimmt hatte. Er wurde zuerst in der römischen Kirche Santa Maria del Popolo beigesetzt und ruht heute in dem kleinen Ort Osuna, der zwischen Granada und Córdoba liegt.[10]
- Girolama Borgia, (1469–1483) ⚭ 1483 Gianandrea Cesarini, beide starben bereits im Jahr darauf.
- Isabella de Borgia, (1470–1541) ⚭ 1484 Pietro Giovanni Matuzzi. Geboren im Jahr 1470 als Tochter von Rodrigo Borgia und einer unbekannten Mutter wurde sie 1484 im Palast ihres Vaters mit Pietro Matuzzi, Mitglied des römischen Stadtadels und zeitweiliger Kanzler und Straßenmeister der Stadt Rom, verheiratet. Rodrigo Borgia schenkte dem Ehepaar ein Haus in der Nähe seines Palastes in der Via dei Leutari, wo die Kinder Alessandra, Giulia, Aurelio und Ippolito geboren wurden. Aurelio (1484–1506) wurde Kanoniker der St. Peterskirche und Ippolito wurde Priester. Giulia wurde mit Ciriaco Mattei, Mitglied einer Patrizierfamilie, und Alessandra (1495–1511) mit Alessandro Maddaleni-Cappodiferro verheiratet. Die Tochter von Giulia und Ciriaco Mattei heiratete in das Geschlecht der Doria Pamphili ein und wurde die Stammmutter von Papst Innozenz X.[11]

Mit seiner langjährigen Geliebten, Vanozza de’ Cattanei, hatte Alexander die vier Kinder, die er am meisten geliebt haben soll; es waren vor allem sie, die er in seine politischen und dynastischen Pläne einband:
- Cesare Borgia (* 1475 oder 1476; † 1507)
- Juan Borgia, (* 1476 oder 1478; † 1497), 2. Herzog von Gandía
- Lucrezia Borgia (1480–1519)
- Jofré Borgia (* 1481 oder 1482; † 1516 oder 1517), Alexander äußerte später Zweifel, ob Jofré tatsächlich sein Sohn war, legitimierte ihn aber 1493.[12]

Noch in späten Jahren zeugte Alexander zwei Söhne:
- Giovanni Borgia (* 1498, † 1547 oder 1548), genannt Infans Romanus (römisches Kind). Geboren im Jahr 1498 als Mitglied der Familie Borgia, herrscht bis heute um seine Herkunft einige Verwirrung. Laut den verbreiteten Gerüchten soll er entweder ein Kind aus einer Affäre Lucrezias mit einem päpstlichen Kammerherrn gewesen sein oder aus einer inzestuösen Verbindung Lucrezias mit ihrem Vater oder einem ihrer Brüder stammen. Alexander unterzeichnete am 1. September 1501 zwei Päpstliche Bullen, eine geheime und eine öffentliche, um Giovanni erbfähig zu machen. Während in der öffentlichen Bulle Cesare Borgia und eine mulier soluta (allein stehende Frau) als Eltern genannt wurden, gab der Papst in der geheimen Bulle für das Geheimarchiv des Vatikans selbst seine Vaterschaft an. Papst Alexander VI. übertrug Giovanni 1501 das Herzogtum Nepi und 1502 das Herzogtum Camerino, das ihm Papst Julius II. nach dem Tod des Vaters wieder wegnahm. Nachdem er in jungen Jahren einige Zeit bei seiner Halbschwester Lucrezia am Hof von Ferrara gelebt hatte und dort durch gewalttätiges Verhalten und schlechte Manieren aufgefallen war, kam er 1518 in der Begleitung von Alfonso d’Este an den französischen Königshof. Im Jahr 1529 versuchte er bei Karl V. in Bologna, sein Herzogtum wiederzubekommen und führte deswegen an der Kurie einen erfolglosen Prozess. Nach seiner Rückkehr nach Rom im Jahr 1530 erhielt er eine Stellung an der Kurie als Protonotar und wurde ab und zu mit Botschaften zu italienischen Städten geschickt. Mit der Unterstützung Papst Paul III. bekam er an der Kurie eine gehobene Stellung mit hohen Einkünften und starb als reicher Mann 1547 in Genua.[13]

- Rodrigo Borgia (* um 1503, † 1527). Geboren im Frühjahr 1503 als jüngster Sohn von Papst Alexander VI. und einer unbekannten Mutter in Rom wuchs er nach dem Tod des Vaters am Hof seiner Halbschwester Lucrezia in Ferrara und bei seinem Halbbruder Giovanni in Carpi auf. Ab 1515 lebte er in Rom in einem Priesterseminar, um sich auf eine kirchliche Laufbahn vorzubereiten. Papst Leo X. nannte ihn in einer päpstlichen Bulle „Sohn unseres Vorgängers“ und befreite ihn so vom Makel der unehelichen Geburt. Rodrigo starb 1527 als Abt des Klosters Cicciano di Nola in Süditalien.[14]

Einige Historiker gehen zudem davon aus, dass Laura Orsini, die Tochter seiner Mätresse Giulia Farnese, Alexanders Tochter war. Das Mädchen erhielt jedoch den Nachnamen von Giulias Ehemann und Alexander zeigte nie das geringste Interesse für dieses Kind, weswegen andere Historiker dies für unwahrscheinlich halten.